# 糖果人
是一部2021年美國超自然砍殺電影，由妮亞·達科斯塔執導並與喬登·皮爾、溫·羅森菲爾德（Win Rosenfeld）共同撰寫劇本，改編自克里夫·巴克的短篇小說《禁忌》，同時也是為1992年電影《腥風怒吼》的直接續集，以及《腥風怒吼》系列電影的第四部電影作品。其主演包括葉海亞·阿巴杜-馬汀二世、泰娜·帕麗斯、內森·史都華-賈萊特、科爾曼·多明戈和凡妮莎·艾絲黛兒·威廉絲，而在前幾部電影中主演糖果人的東尼·陶德則再次回歸演出該角。該片2021年8月27日美國上映。

## 劇情
絕望的藝術家安東尼·麥考伊在發現了糖果人的故事後，最初打算將其作為繪畫的靈感，但他開始失去理智，並引發了一連串的暴力、死亡和苦難，使他不得不面對自己的命運。

## 演員
- 葉海亞·阿巴杜-馬汀二世飾演安東尼·麥考伊（Anthony McCoy）
- 泰娜·帕麗斯飾演布莉安娜·卡特萊特（Brianna Cartwright）
- 內森·史都華-賈萊特（英语：Nathan Stewart-Jarrett）飾演特洛伊·卡特萊特（Troy Cartwright）
- 科爾曼·多明戈飾演威廉·柏克（William Burke）
- 凡妮莎·艾絲黛兒·威廉絲（英语：Vanessa Estelle Williams）飾演安-瑪莉·麥考伊（Anne-Marie McCoy）
- 東尼·陶德飾演丹尼爾·羅比耶／糖果人（英语：Candyman (character)）
- 維吉妮亞·麥德森聲演海倫·萊爾（Helen Lyle）

## 發行
《糖果人》在美國原於2020年6月12日上映，由環球影業發行。官方於2020年2月25日釋出了前導海報，後於2月27日發布了首支預告片。由於2019冠状病毒病疫情的影響，該片延至2020年9月25日在美國上映。2020年7月，環球影業宣布，該片因冠狀病毒疫情再度延期至原先《月光光新慌慌：萬聖殺》的檔期2020年10月16日。9月，該片延期至2021年。10月，環球影業宣布，該片定於2021年8月27日美國上映。

## 反響
評論匯總網站爛番茄根據302條評論，該片新鮮度84%，均分7.30／10；該網站共識：「《糖果人》採用精闢、視覺刺激的之手法來深化系列的神話，更在過程中嚇壞了觀眾。」在Metacritic上根據54條評論而獲得72分，代表「普遍好評」。

## 外部連結
- 官方网站
- 互联网电影数据库（IMDb）上《糖果人》的资料（英文）
- 豆瓣电影上《糖果人》的資料 （简体中文）